# Leipalingis
Leipalingis ist ein Ort im äußersten Süden Litauens in der Gemeinde Druskininkai. Nach einem Zensus im Jahre 2011 hat Leipalingis 1552 Einwohner.

## Lage
Leipalingis liegt im Süden Litauens, nahe der Grenze zum südlichen Nachbarstaat Belarus. Knapp 50 Kilometer nordwestlich von Leipalingis liegt die regional wichtige Stadt Alytus.

## Geschichte
Das erstmals 1516 erwähnte Leipalingis beherbergte vor dem Zweiten Weltkrieg eine nennenswerte jüdische Gemeinde mit circa 150 Mitgliedern. Im Sommer 1941 wurde die jüdische Bevölkerung im Auftrag des Polizeichefs der Stadt Alytus inhaftiert und in der Synagoge eingesperrt. Nachdem am 11. September 1941 das Rollkommando Hamann in die Stadt einrückte begann die Exekution der Juden nahe dem katholischen Friedhof, wobei 155 Menschen umgebracht wurden.

### Gedenken
Ein Gedenkstein erinnert an die Opfer des Holocausts in Leipalingis. Zudem wurde im Januar 2018 ein Gedenkort mit Fotos und den Namen der Opfer eingerichtet, bei dessen Eröffnung unter anderem der israelische Botschafter anwesend war.

### Herrenhaus Leipalingis
Das im klassizistischen Stil gehaltene Herrenhaus Leipalings wurde 1830 errichtet (Architekt Martynas Knakfusas).

### Katholische Kirche Mariä Himmelfahrt Leipalingis
Die heutige Kirche wurde von 1806 bis 1821 im klassizistischen Stil neuerbaut, der separate Glockenturm 1885 errichtet.

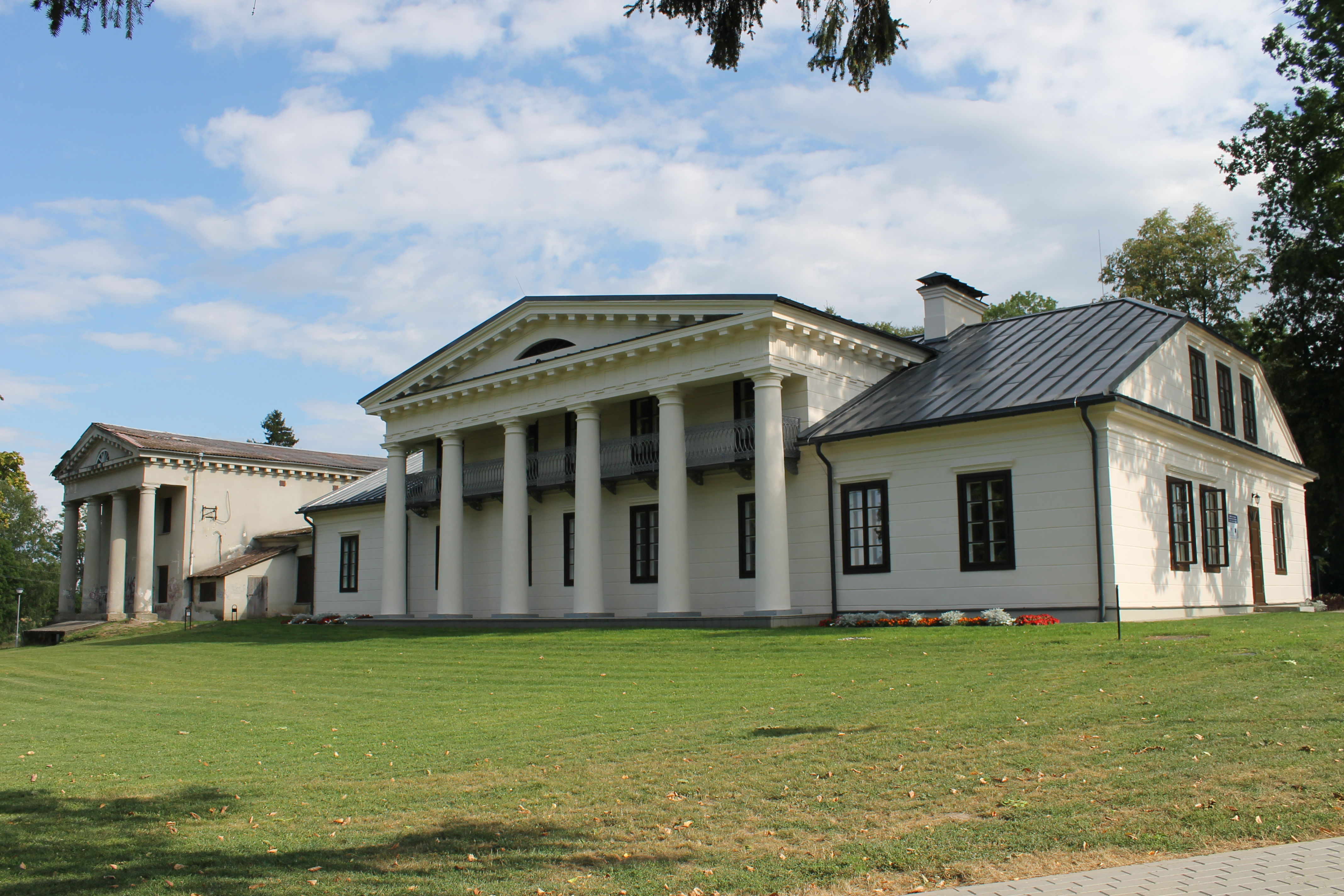
Herrenhaus Leipalingis
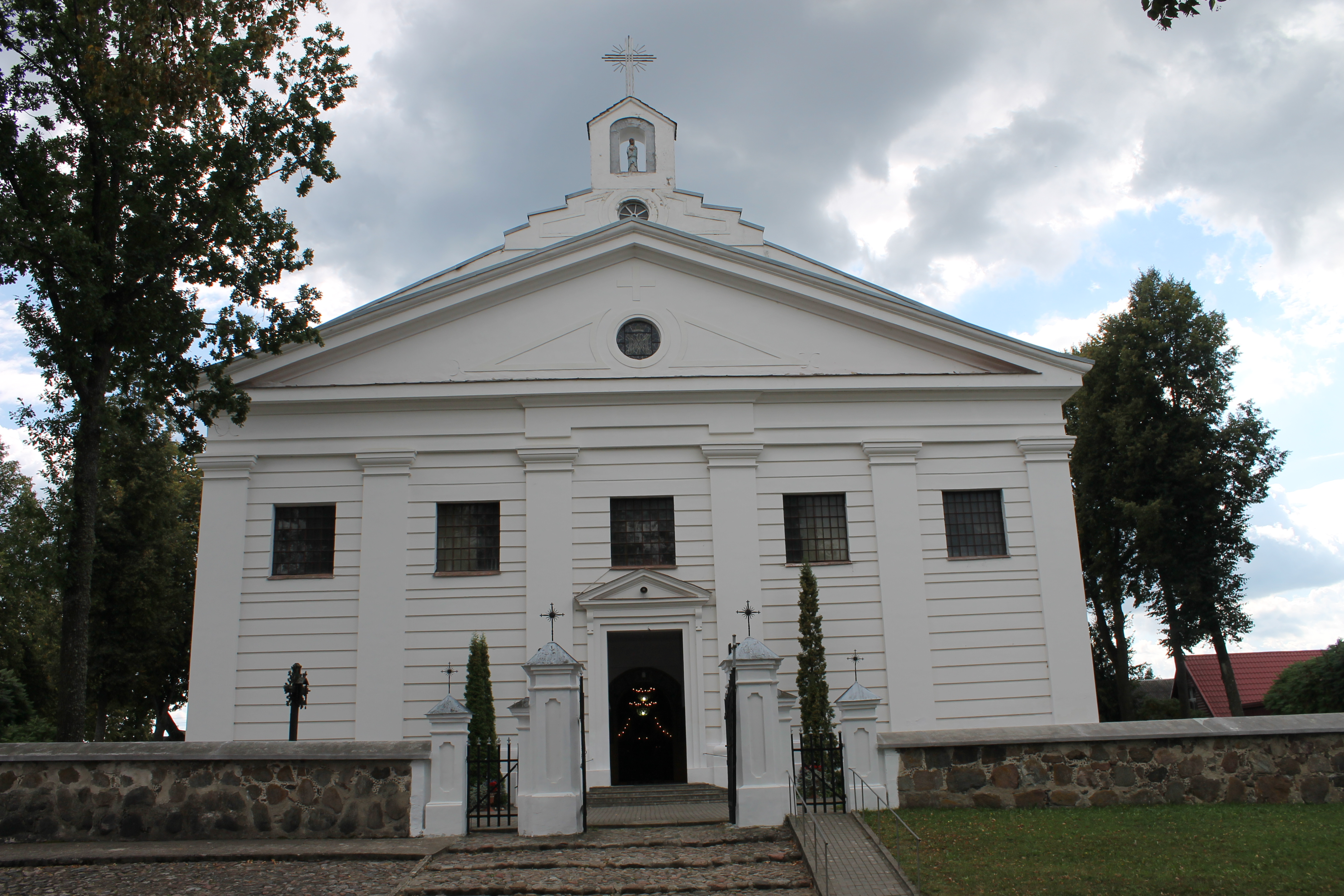
Kirche Mariä Himmelfahrt in Leipalingis
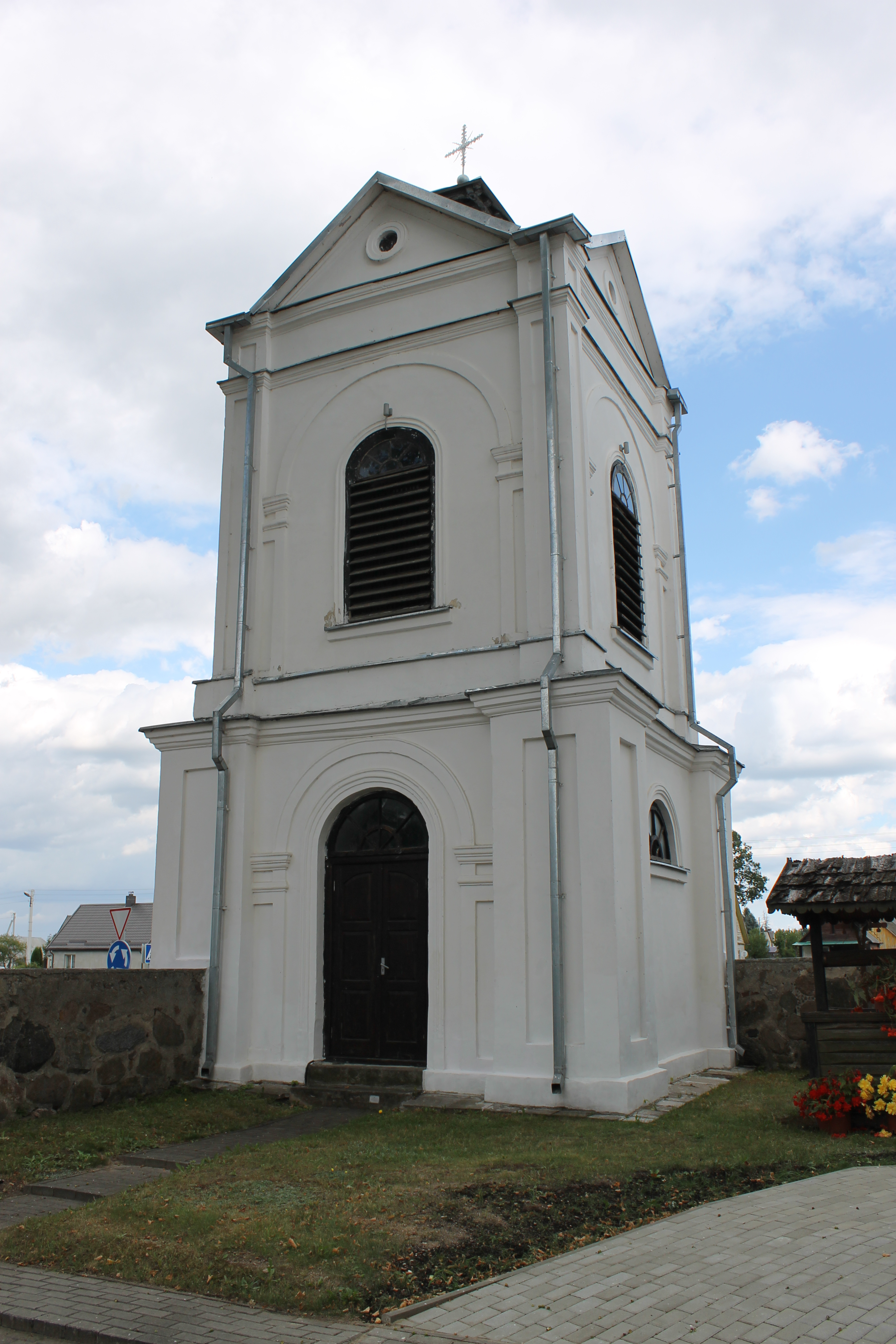
Glockenturm der Kirche
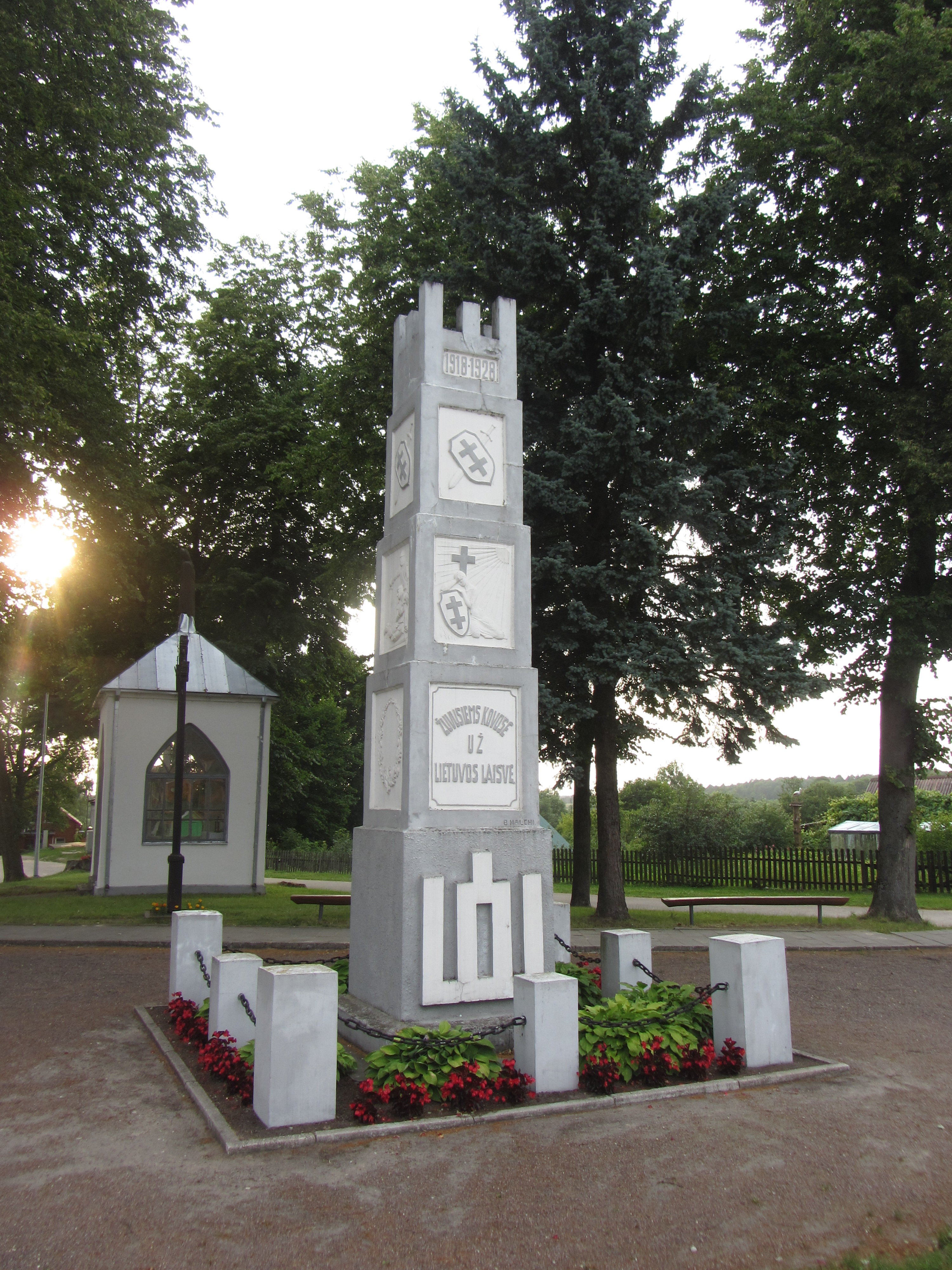
Litauisches Unabhängigkeitsdenkmal von 1928 in Leipalingis
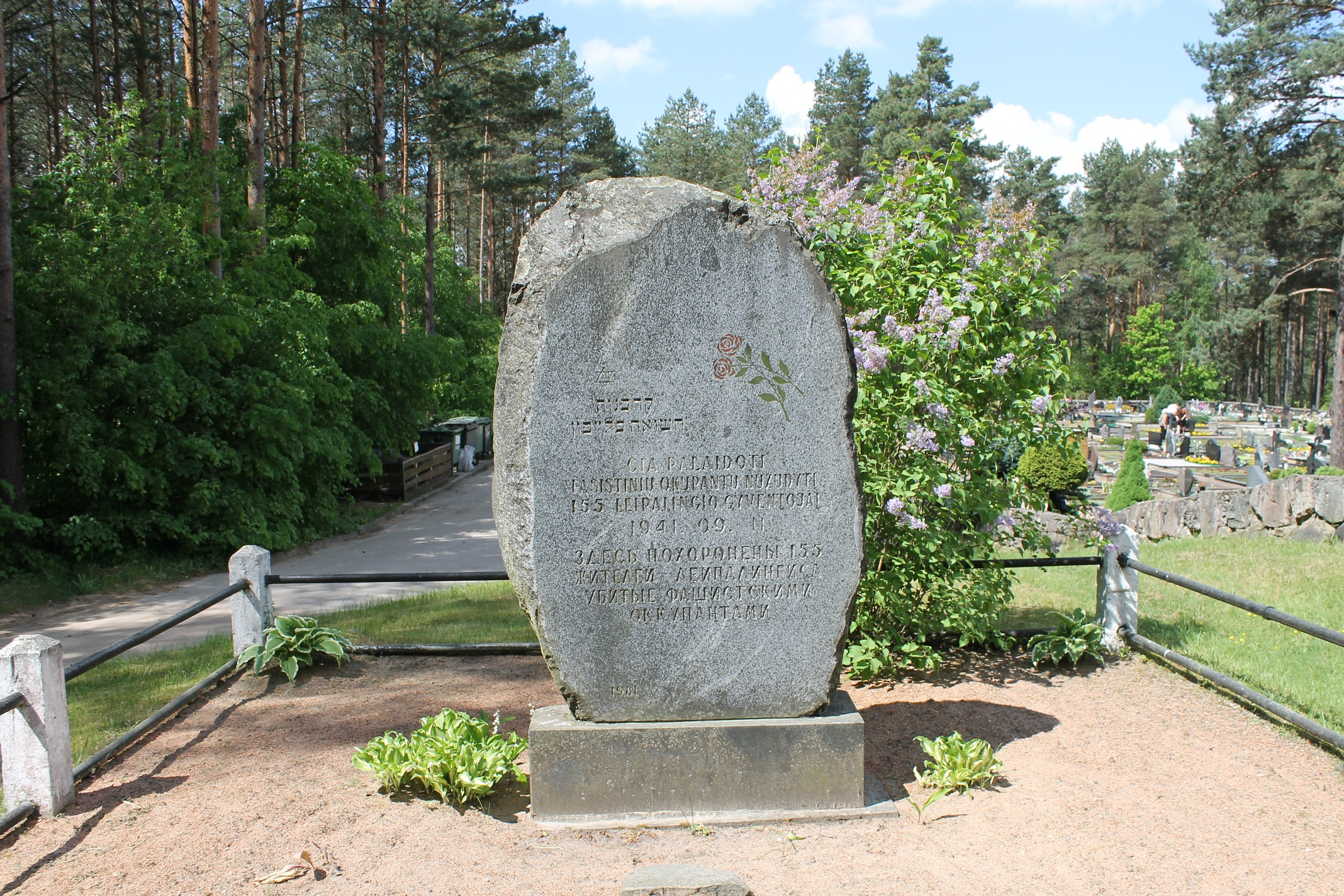
Memorial für die Opfer des Holocausts in Leipalingis